# حاجی‌خیل
جانګل کلی مرکز ولسوالی آب‌بند در ولایت غزنی افغانستان است. این شهر در شمال ولسوالی آب‌بند واقع است.